# János Flesch
János Flesch (* 30. September 1933 in Budapest; † 9. Dezember 1983 in Whitstable, England) war ein ungarischer Schachspieler.

## Leben

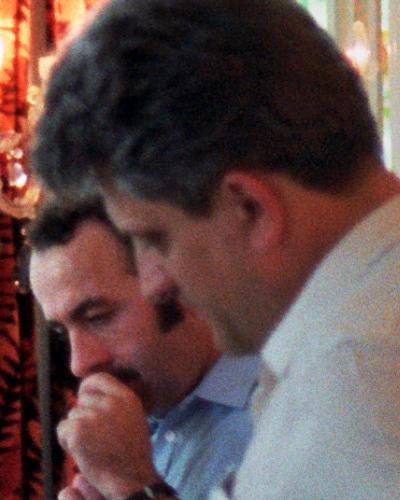
János Flesch (re.) 1982 in Linz

Am 16. Oktober 1960 stellte Flesch in Budapest einen (umstrittenen)  Weltrekord im Blindsimultanspiel auf. In 52 Partien spielte er 18 Mal remis und musste nur drei Partien verloren geben. Er behauptete, 1970 sogar gegen 62 Spieler blindgespielt zu haben. Dies wurde aber nicht allgemein anerkannt, zumal die Partien dieser Veranstaltung nicht veröffentlicht wurden.
Im Jahr 1963 erhielt er den Titel eines Internationalen Meisters und 1980 wurde er Großmeister. Er war auch Verfasser mehrerer Schachbücher.
Mit der ungarischen Nationalmannschaft nahm Flesch an der Schacholympiade 1964 in Tel Aviv und der Mannschaftseuropameisterschaft 1965 in Hamburg teil, wo er mit der Mannschaft den dritten Platz belegte und gleichzeitig am neunten Brett das drittbeste Einzelergebnis erreichte.
Im Jahr 1976 wurde er bei den Dortmunder Schachtagen Zweiter hinter Oleg Romanishin. Sein letztes Turnier bestritt Flesch 1983 in Ramsgate. Zwischen den einzelnen Spielen fuhr er nach London, um sich ein deutsches Visum zu besorgen, da er in Deutschland mehrere Simultanveranstaltungen geben wollte.

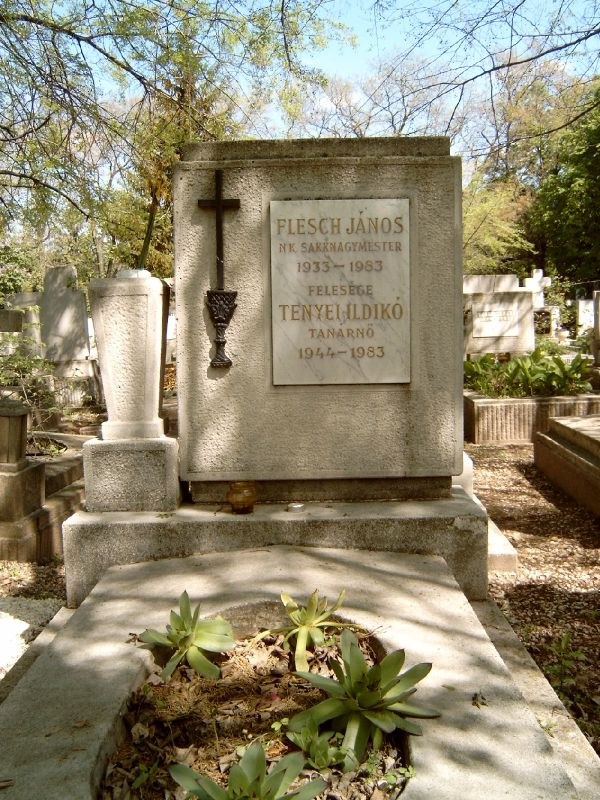
Grabstein

Am 9. Dezember 1983 geschah ein Unfall, bei dem der von seiner Frau gesteuerte Wagen in Whitstable gegen einen Lastwagen prallte. János Flesch war auf der Stelle tot, seine Frau starb wenige Stunden später im Krankenhaus zu Canterbury an ihren schweren Verletzungen. Das Ehepaar Flesch hinterließ einen Sohn und eine Tochter (beide minderjährig).
Vor Einführung der Elo-Zahlen betrug Fleschs höchste historische Elo-Zahl 2566 im April 1967.

## Veröffentlichungen (Auswahl)
- Das Mittelspiel im Schach. Franckh, 2. Aufl., Stuttgart 1980. ISBN 3-440-04692-3.
- The Morra gambit. Batsford, London 1981. ISBN 0-7134-2188-6.
- Schach im Turnier: Das Mittelspiel. Franckh, Stuttgart 1981. ISBN 3-440-05005-X.
- Schachtaktik für jedermann. Franckh, Stuttgart 1982. ISBN 3-440-05025-4.
- Halboffene Spiele für jedermann. Franckh, Stuttgart 1984. ISBN 3-440-05290-7.